# Tad Jones csudálatos kalandjai
A Tad Jones csudálatos kalandjai (eredeti cím: Las aventuras de Tadeo Jones) egész estés spanyol 3D-s számítógépes animációs film, amelyet Enrique Gato rendezett. A forgatókönyvet Verónica Fernández írta, a zenéjét Zacarías M. de la Riva szerezte. A Lightbox Entertainment készítette, a Paramount Pictures forgalmazta.
Spanyolországban 2012. július 4-én, Magyarországon 2013. április 18-án mutatták be a mozikban, később DVD-n is kiadták.

## Cselekmény
A főhős, Tad, aki egy álmodozó kőmíves. Mindig arról álmodozott, hogy egy jól ismert, kalandozó régész váljon belőle. A mindennapi életét az erre utaló álmodozásaival tölti, az iparban levő daruk és a cementek közötti építkezésen, amely a munkahelye. Vágyainak teljesülésére eljön az idő, amikor egy neves régész társa egy ismeretlen kőtáblát mutat neki. Ez a tábla a Paititi kincseskamrához vezető utat mutatja, egészen eljuttatja az elveszett inka városhoz. Egy váratlan baleset miatt Tad a régész barátja helyett kénytelen beugrani. Alighogy eljut Peruba, értesítést kap arról, hogy az Odysseus, a kincsvadászok csapata is Paititibe akar eljutni és bármit megtesznek, hogy rátaláljanak az elveszett kincsekre. Tad most egy életbevágóan nagy kalandban vesz részt, mely  sok vészhelyzetet nyújt. Az útja során elkíséri őt egész végig Sara, a bátor és mindenre elszánt régészlány, Belzoni, a néma, ámde annál inkább nevetséges papagáj, Freddy, a különös helyi túravezető és Tad elválaszthatatlan hő társa, Jeff, a kutyus.

## Szereplők
| Szerep                            | Spanyol hang                 | Angol hang                             | Magyar hang         |
| --------------------------------- | ---------------------------- | -------------------------------------- | ------------------- |
| Tadheus "Tad" Stone / Tadeo Jones | Óscar Barberán (felnőttként) | Kerry Shale                            | Csőre Gábor         |
| Tadheus "Tad" Stone / Tadeo Jones | Meritxell Ané (gyermekként)  |                                        |                     |
| Sara Lavrof                       | Fiona Glascott               | Ariel Winter (USA) Fiona Glascott (UK) | Németh Borbála      |
| Freddy                            | Lewis Macleod                | Cheech Marin (USA) Lewis MacLeod (UK)  | Kerekes József      |
| Max Mordon                        | Pep Anton Muñoz              | Adam James                             | Szatory Dávid       |
| Humbert professzor                | Carles Canut                 | Mac McDonald                           | Papp János          |
| Lavrof professzor                 | Félix Benito                 | Mac McDonald                           | Szersén Gyula       |
| A múmia                           | Luis Posada                  | Bruce Mackinnon                        | Galbenisz Tomasz    |
| Kopponen                          | Miguel Ángel Jenner          | Kerry Shale                            | Barabás Kiss Zoltán |
| A nagymama                        | Marta Martorell              | Liza Ross                              | Szabó Éva           |

## Videójátékok
A U-Play Studios Tadeo Jones címmel videójátékot is készített a filmből, melyet a Deep Silver jelentetett meg 2013. december 4-én, kizárólag PlayStation Vita kézikonzolra. A stúdió Tadeo Jones y el Manuscrito Perdido címen egy folytatást is készített, mely 2014. november 28-án jelent meg PlayStation 4 és PlayStation Vita platformokra.